# Escut de Polinyà
L'escut oficial de Polinyà té el següent blasonament:
Escut caironat: d'argent, un món d'atzur creuat i cintrat d'or. Per timbre una corona mural de poble.

## Història
Va ser aprovat el 2 de març de 1995 i publicat al DOGC el 13 del mateix mes amb el número 2023.
El senyal tradicional és el món, atribut de sant Salvador, patró del poble.